# Aeroportul Cagayan de Sulu
Aeroportul Cagayan de Sulu (IATA: CDY, ICAO: RPMU) este un aeroport din Mapun⁠(d), Tawi-Tawi⁠(d), Bangsamoro⁠(d), Filipine ce deservește zona Mapun⁠(d). Aeroportul a fost tranzitat în 2021 de 0 pasageri.
Situat la o altitudine de 32 m, aeroportul dispune de o singură pistă.